# Caridina rouxi
Caridina rouxi е вид десетоного от семейство Atyidae.

## Разпространение
Видът е разпространен в Папуа Нова Гвинея.